# 自己株式
自己株式（じこかぶしき、英: Treasury stock、英: Treasury share）は、株式会社が有する自己の株式をいう。金庫株（きんこかぶ）、社内株とも呼ばれる。

## 概説
株式会社の立場から見て「自己株式」は、日本語としては
1. 当該株式会社の発行する株式
2. 当該株式会社の発行する株式のうち、当該株式会社が自ら保有するもの

の可能性が考えられるが、2006年に日本で施行された会社法では、自己株式を「株式会社が有する自己の株式」と定義しており（113条4項）、「自己の株式」と「自己株式」とが明確に呼び分けられている（少なくとも同法条文上は自己株式は自己の株式の一部ということになる）。
株式会社は新株を発行することで発行済株式総数を増やし、資金を調達する。自己株式を取得することはこの反作用、すなわち、既発行の株式を入手回収 (自己の株式を取得) し、手元資金を放出して、発行済株式のうち自己株式以外の総数を減らす働きを持つ。取得された自己株式は、それ以外の自己の株式と区別して扱われることがある（例として、新株予約権発行可能数の算出時）。また、様々な目的のために処理 (再度放出 (自己株式の処分) または消却 (自己株式の消却) )されることがある。

## 制度沿革

### 諸外国
自己の株式の取得は、米国においては、多くの州によって古くから一般的に認められていた。一方、英国においては絶対禁止とされていたことがあり、ドイツにおいても「会社の重大な損害を避けるために必要な場合」には、資本の一割を限度として自己の株式の取得を認める等、国によって規制は一様ではなかった。

### 日本
日本においては、次のとおり制度変更を経て現在に至っている。(商法改正全般については、商法の改正参照)

まず、1890年(明治23年)に商法が制定された当時は、自己の株式の取得が絶対禁止とされていた。これは株式が、株主の会社に対する権利義務の主体であることから会社が取得できると民法第520条の混同の法理に反する(出資を募った株式が戻入されたのだから消滅すべきではないか)と考えられること、かつ、会社が同時に株主(構成員・社員)になることが不可能だからであるという理論に基づくものであった。もっとも、実際界や学界はその緩和を望んでおり、株主失権、株式消却および合併の場合に一時的な自己の株式の取得が可能であると解釈上、認められていたこともあり、社団の法理に基づく前述の理由だけでは禁止の説明に窮する上、有価証券たる株式は発行会社自体も理論上、有効に取得し得るとされていた(通説)。

そこで、1938年(昭和13年)の商法改正により、(1)株式の消却、(2)合併・営業譲渡および(3)権利の実行の3つが初めて例外的許容事項として明文で規定された。

もっとも、自己の株式の取得が原則禁止とされたのは、
1. 会社財産の充実を害し会社債権者および会社の利益を害する
2. 会社の内情に通じた取締役等が株価下落時に自己の株式を買い占めた後、価格を高騰させる投機取引を行い、一般投資家・株主を欺瞞する弊がある(食い逃げ増資)
3. 会社が自己の株式の取得による株価の維持工作、増資のための株価工作(株価のてこ入れまたは工作買い)などにより不当な株価操縦を行い、一般投資家を欺瞞する弊がある
4. 取締役が株式の価値に影響する内部情報を利用して自己の株式の有利な売買を行うと、一般投資家を害する虞が多い。
5. 自己の株式の取得を認めた場合に、方法・対価いかんによっては、特定の株主を優遇する結果になり株主平等の原則に反する。
6. 会社支配権を維持する目的で、会社理事者が会社の計算で他人名義で株式を取得して、その議決権を利用するときは、株主および会社債権者の利益が害され、資本参加を伴わない総会決議支配等の弊が生じる。
7. 会社が株式の買占めを行った者から株式を高価に買取る場合には、会社に対して財産的損害を与えるとともに、いわゆる会社荒らしを助長する弊が大きい。

等の理由によるものとされており、このため、許容事項を限定列挙するに留まっていた。

もっとも、1.については配当可能利益を財源とした場合には弊がないこと、2.については投機取引のために会社財産を処分する罪・株主の差止請求権による抑止、3.については証券取引法第125条・58条等による弊害の防止、4.については市場取引を通じた場合には該当しづらいこと、5.については取締役の忠実義務等、6.および7.については不法行為自体の抑止など、法令により対策が施されていた。

とはいえ、これらの場合の違法の追及には実際上、立証の困難が伴いやすいことから、法律政策上の理由で、自己の株式の取得が原則として禁止とされた。

1950年(昭和25年)の商法改正により、合併・営業譲渡に株式買取請求権制度が導入されたことに伴い、(4)合併・営業譲渡における反対株主買取請求権の行使が、新たに例外的許容事項として追加された。続いて、1966年(昭和41年)の商法改正で、株式の譲渡制限に関する定款変更についても株主買取請求権制度が導入され、合併・営業譲渡に加え、例外的許容事項として追加されている。

1994年(平成6年)の商法改正により、新たに(5)使用人に譲渡する場合、(6)定時総会決議で利益により株式を消却する場合、(7)譲渡制限会社における買受人として指定の請求をされた場合についても自己の株式の取得ができることとされた。取得に関する目的が緩和されたことに伴い、これを補うものとして以下の方策が手当てされた。
1. 手続規制(株主総会決議を要し、かつ買付けは公開の場で行う)
2. 財源規制(対価の支出は配当利益に限定される)
3. 数量規制(発行済株式の一定割合を取得の上限とする)
4. 開示規制(営業報告書に記載を要する)

また、証券取引法においては自己の株式の取得に関する不公正取引に対処する規定の整備が進められ、自己株券買付状況報告書の提出が義務付けられた。
1997年(平成9年)には、株式の消却の手続に関する商法の特例に関する法律(平成9年法律第55号、消却特例法)が施行され、定款に定めを置くことで、取締役会決議で利益により株式を消却することができるものとされ、手続規制の一部が緩和された。この際、取締役会決議で自己の株式を取得できる旨のほか、その効力発生開始時期および取得することができる株式数の上限を定めなければならなかった。

2001年(平成13年)の商法改正は議員立法により行われ、その際、目的規制および数量規制を法文上から完全に無くし、併せて処分義務も廃止し取得した自己株式の保有を認めた。これにより、自己の株式の取得は、原則禁止から方向転換がなされ、配当可能利益の範囲内であれば定時株主総会の決議によって行えるようになった。これに伴い、前述の消却特例法は廃止された。当時のニュースでは、金庫株解禁という言葉が頻繁に使用された。これにより、自己の株式は急増するに至り、バブル期に集めすぎた過剰資金、不景気による資金需要の低迷、株式持合いの解消等が重なった結果、増資額を自己株式の消却額が上回る事態となった。

2003年(平成15年)の商法改正によって、定款授権による取締役会決議に基づく自己の株式の取得が解禁(商法第211条ノ3)となり、手続きの簡便さも手伝って自己の株式の取得が普及し始めた。特に上場会社による自己の株式の取得は、証券市場に対し会社が現在の株価を割安と考えているサインを伝える、いわゆる「シグナリング効果」があるとされている。

2006年(平成18年)に会社法が施行されたが、改正商法の趣旨(自己の株式の取得の自由化)は引き継がれ現在に至っている。もっとも法文構成自体は商法時代と同じく、許容事項を限定列挙する形を採っている。なお、海外からの日本株への資金流入(対外直接投資)が増加したこと等により、アメリカ的な考え方として「自己の株式の取得は、配当と同様に株主還元の一つである」という考え方も浸透しつつあり、配当性向に替わり総還元性向(配当総額と自己の株式の取得額の合計を、当期純利益等で除して株主還元率を示す考え方)を採用する上場会社も現れている。

## 論点

### メリット
自己の株式を取得することのメリットとして、次のことが挙げられる。
- 株式の持ち合い解消のため株式が市場で売却されると株価が下落する恐れがあるが、自己の株式を取得することにより市場に流通する発行済株式数を減少させることで需給バランスを調整し、株価の維持が期待できること
- 前述のとおり、上場会社の場合、自己の株式の取得を決定することにより証券市場に対し株価が割安であるというメッセージを伝えることができること
- 会社法施行に伴い財源規制が配当と統一化されたことにより、株主還元の一環として自己の株式を取得することができること
- 株式交換等の組織再編や行使された転換社債・新株予約権のために新株を発行すると、株式の希薄化(ダイリューション)が起こり既存株主の反発が予想されるほか、株価の下落の恐れがあるが、取得した自己株式を代用自己株式として用いればこれらの懸念がなくなること

### デメリット
- 会社支配の不公平：不法行為自体の抑止により対応
- 会社の財産が毀損する恐れ：財源規制により対応
- 株主平等の原則に反する：手続規制により対応
- 株取引の不公平が生じる恐れがある：上場会社の場合、金融商品取引法の規制により対応

### 各種規制
- 財源規制
自己の株式の取得には一定の剰余金が必要。
(ただし、事業全部譲受、合併および吸収分割で承継する場合、反対株主買取請求権を行使された場合に取得するときに限り、財源規制はない。)

1. 分配可能額との関係
自己の株式の取得と引き換えに交付する金銭等の総額は、当該取得行為の効力発生日における分配可能額を超えてはならない。超過した場合は、関係者が連帯して金銭支払い義務を負う。なお、関係者とは、株式の譲渡人、その取得行為を行った会社の業務執行者、株主総会・取締役会の議案提案者のことをいう。
2. 分配可能額の計算※1
分配可能額＝　(1)＋(2)
(1)(最終事業年度の末日における)その他資本剰余金＋その他利益剰余金－自己株式の帳簿価額＋有価証券評価差額金※2＋土地再評価差額金※2
(2)(最終事業年度の末日後に剰余金の配当を行った場合における)剰余金の配当の総額＋準備金積立額※3
※1前提条件は、次のとおり。臨時計算書類を作成していない。最終事業年度の末日後に自己株式の処分・消却、資本金・準備金の減少、吸収型再編受入行為・特定募集、剰余金の資本金への組入れを行っていない。不公正発行による責任履行により増加したその他資本剰余金はない。のれん等調整額はない。連結配当規制の適用を受けない。資本金の額＋準備金の額＋新株予約権の額＋評価・換算差額等の額(差益が生じている場合に限る)が300万円以上である。
※2評価損がある場合のみ
※3準備金の額が資本金の1/4に満たない場合における
3. 自己株式の財源規制は「株主への払戻し」として、原則、分配可能額へと統一化されているが、事前規制の有無という観点で2通りに区分できる。
  1. 適用あり
(1)「配当等の制限」(会社法461条)として、金銭等交付額の分配可能額に対する超過を禁ずるもの(原則論。条文自体は取締役の責任に関するものとなっている)
(2)取得条項付株式・取得請求権付株式(取締役の責任規律適用がふさわしくないケース)
  2. 適用なし(自己の意思と無関係に自己株式を取得するケース)
組織再編等で承継する場合
株主の買取請求による場合

- 手続規制
自己の株式の取得には株主総会や取締役会の決議が必要(155条、165条)。
取得することができる期間は、1年を超えてはならない(156条)。
- 開示規制
上場会社の場合には、取得に関する決議後、直ちに適時開示が必要。(株主総会決議をする場合には、議案を決定する取締役会決議の時点)
取得期間内は、自己株券買付状況報告書の提出が必要(b:金融商品取引法第24条の6)。
保有している自己株式が5%超の場合には大量保有報告書が、1%以上の増減がある場合には変更報告書の提出が必要(b:金融商品取引法第27条の26等)。
公開買付による場合には、公開買付開始公告に加え、公開買付届出書等の提出が必要(b:金融商品取引法第27条の3)。
財務諸表(連結注記表、個別注記表)に注記が必要。
株主資本等変動計算書に期首からの移動として記載が必要。
- 内部者取引規制(インサイダー取引規制)
上場会社による自己の株式の取得は、発行会社によるものであっても内部者取引規制の対象となっている。(外形的に合致していれば課徴金納付命令の対象となる。詳しくは、内部者取引を参照)。
貸借対照表上の純資産に個別表記される。
- 権利内容の制限(保有自己株式)
議決権が認められていない(308条)。
剰余金の配当を受ける権利が認められていない(453条)。
残余財産の分配を受ける権利が認められていない。
募集株式の割当てを受ける権利が認められていない。
株式無償割当てを受ける権利が認められていない。

## 自己の株式の取得
2001年の商法改正に伴い解禁された金庫株制度の流れをうけ、自己の株式の取得(英: Aquisition of own share、独: Erwerb eigener Aktien、仏: rachat par une société de ses propres actions)は、会社法上、次のとおり定められている。
- 株式会社による自己の株式の取得(155条)
取得条項付株式の取得(155条 1号)
譲渡制限株式の取得(155条 2号)
株主総会の決議(155条 3号)
取得請求権付株式の取得(155条 4号)
全部取得条項付株式の取得(155条 5号)
株式相続人等への売渡請求に基づく取得(155条 6号)
単元未満株式の買取り(155条 7号)
所在不明株式の買取り(155条 8号)
端数処理手続における買取り(155条 9号)
他の会社の事業の全部を譲り受ける場合にその会社が有する株式の取得(155条 10号)
合併消滅する会社からの株式の承継(155条 11号)
吸収分割をする会社からの株式の承継(155条 12号)
以上の他、法務省令で定める場合(155条 13号、規則27条)
自己の株式を無償で取得する場合(規則27条 1号)
他の法人等が行う剰余金の配当又は残余財産の分配等によって自己の株式の交付を受ける場合(規則27条 2号)
他の法人等が行う次に掲げる行為に際して他の法人等の株式と引換えに自己の株式の交付を受ける場合(規則27条 3号)
組織の変更(規則27条 3号イ)
合併(規則27条 3号ロ)
株式交換(外国の法令等に基づく株式交換に相当する行為を含む。)(規則27条 3号ハ)
取得条項付株式(これに相当する株式を含む。)の取得(規則27条 3号ニ)
全部取得条項付種類株式(これに相当する株式を含む。)の取得(規則27条 3号ホ)
他の法人等の新株予約権等の定めに基づき取得と引換えに自己の株式の交付を受けるとき(規則27条 4号)
株式会社が法第116条第5項 、第469条第5項、第785条第5項等で定める反対株式買取請求に応じ自己の株式を取得する場合(規則27条 5号)
合併後消滅する法人等(会社を除く。)から自己の株式を承継する場合(規則27条 6号)
他の法人等(会社及び外国会社を除く。)の事業の全部を譲り受ける場合に、他の法人等が有する自己の株式を譲り受けるとき(規則27条 7号)
その権利の実行に当たり目的を達成するために自己の株式を取得することが必要かつ不可欠である場合(前各号に掲げる場合を除く。)(規則27条 8号)

- 子会社からの自己の株式の取得の場合は、取締役会設置会社にあっては、取締役会において取得に関する事項を定める(163条)。

- 取締役会設置会社は、定款で定めれば、取締役会の決議によって取得できる(165条2項)。

- 会計監査人設置会社でかつ監査役会設置会社の取締役の任期が1年で、最終の事業年度に関する計算書類に監査役会の適法意見と、会計監査人の無限定適正意見がある場合には、あらかじめ定款に定めれば、取締役会の決議によって取得できる(495条)。

### 取得の方法
- 相対取引(あいたいとりひき)による取得
- 株式公開買付けによる市場外取得
- ToSTNeT等の金融商品取引所の制度利用による市場内時間外取引による取得
- 証券会社や信託銀行を利用した立会い時間内の市場買付けによる取得

### 手続き関係
- 取得の決定とともに、実際の買付け(調達)の方法を決定しておく必要があるため、金融機関と事前に契約を締結する必要がある。ただし、すぐに実行しない場合はこの限りではない。
- 上場会社の場合、金融商品取引所の適時開示ルールに従い、取得を機関決定し次第、直ちにTDnetで開示することが求められる。
- 金融商品取引法により、決議した取得期間内において自己株券買付状況報告書の提出が求められ、有価証券報告書においても自己株式の取得に関し最大3事業年度分、報告が求められる。また、社債等を発行する際に提出する発行登録追補書類等において、自己株券買付状況を添付書類として提出することが求められる場合もある。
- 自己の株式を取得した場合で、持株比率が5%を超えるときは大量保有報告書の提出が求められ、大量保有報告書を提出済みの場合には1%以上の増減があれば変更報告書の提出が求められる。

### 会計処理
自己の株式の取得に関する会計上の考え方は2種類存在している。財務会計・税務会計とも2001年商法改正に伴う金庫株制度解禁の影響を受けた。
1. 資産説
自己株式を資産として取扱う理由は、自己の株式の取得が有価証券の取得と同様、資産の取得であるという考えによる。従って取得価額を貸借対照表の資産の部(無形固定資産または流動資産)に計上する。2001年の商法改正前は、自己株式の継続保有が禁じられていたこと故に取得自体も稀であるとの認識から、この考え方により会計処理されていた。これにより個別財務諸表においては自己株式が資産計上され、一方、連結財務諸表においては資本控除として処理されていた。
2. 資本控除説
自己株式を資本控除として取扱う理由は、自己の株式の取得が、会社・株主間の資本取引であるという考えによる。ちょうど、株主の出資を受け新株を発行するのと正反対に、株主に対して出資を払い戻し会社が株式を取得する。従って、自己株式は資本の控除項目として処理される。特に2001年商法改正以降は、自己株式を保有し続けることが想定されたため、債権者を保護する観点からもあるべき論として資本控除説が採用された。会計上の考え方は、従来から資本控除説に立っていたため、上記のとおり連結財務諸表において自己株式を資本控除として処理していたが、個別財務諸表については商法に整合させていた。

#### 財務会計
日本においては2001年商法改正を転機として資産説から資本控除説へと異なる考え方が採用され、企業会計基準委員会は2002年(平成14年)2月21日付けで次のとおり会計基準を設け、同年4月1日以降に適用となった。
1. 「自己株式及び法定準備金の取崩等に関する会計基準」(企業会計基準1号)
2. 「自己株式及び法定準備金の取崩等に関する会計基準適用指針」(企業会計基準適用指針2号)
3. 「その他資本剰余金の処分による配当を受ける株主の会計処理」 (企業会計基準適用指針3号)

これらの会計基準は、2005年12月27日に改正された後、会社法施行に合わせて2006年5月にこれらを改正し、上記1.は「自己株式及び準備金の額の減少等に関する会計基準」に、上記2.は「自己株式及び準備金の額の減少等に関する会計基準の適用指針」となっている。
資産説から資本控除説への移行に伴う会計処理の変化は、下表のとおり。
| 資産の部 | 金額 | 負債・資本の部 | 金額 |
| -------- | ---- | -------------- | ---- |
| 流動資産 | 90   | 負債の部       | 50   |
| 自己株式 | 10   | 資本の部       | 50   |
|          |      |                |      |
| 資産合計 | 100  | 負債・資本合計 | 100  |

| 資産の部 | 金額 | 負債・資本の部 | 金額 |
| -------- | ---- | -------------- | ---- |
| 流動資産 | 90   | 負債の部       | 50   |
|          |      | 資本の部       | 50   |
|          |      | 自己株式       | -10  |
| 資産合計 | 90   | 負債・資本合計 | 90   |

なお、自己の株式の取得に要した附随費用は、損益計算書上の営業外費用に計上される。また、会社法施行に伴い資本の部は、純資産の部へと名称変更しているが、上表では便宜上、旧称のままとしている。

#### 税務会計
- 2006年3月31日まで
法人が自己の株式を取得した場合は、資産として計上されていた(資産説。購入手数料も資産計上に含める)。取得に伴う交付金銭等が、当該法人の取得直前の資本等の金額を超える場合は、その超える部分の金額は、自己株式を譲渡した株主にみなし配当が生じることとされており、自己の株式を取得した法人は、その超える部分の金額を利益積立金から減算していた。これは、株主が払込んだ分だけの資本金の払戻しに加え、当該法人が得た利益の積立てが株主に還元されるという考え方に依るもので、税務会計上の基本となっている。自己の株式の取得は、自己の株式の取得という資産の取得と、一部利益積立金の払戻しという資本取引の混合処理が採用され、税務上、自己株式の簿価が計上されていた。また、取得事由により次のとおり処理がなされた。
(1)原則(相対取引)
法人が自己の株式を取得した場合、株主に交付した金銭等の額が当該株式に対応する取得時の資本等の額を超える場合には、その超える金額を利益積立金から控除する。
(2)例外(市場買付、公開買付)
上場会社等が市場買付・公開買付の方法によって自己の株式を取得した場合については、株主に交付した金銭等の額が当該株式に対応する取得時の資本等の額を超えても、その超える額は利益積立金から控除しない。
- 2006年4月1日以降
法人が自己の株式を取得した場合は、資本金等の額、利益積立金額を減少させることとなった(資本控除説)。つまり、法人税法上でも有価証券の定義から自己株式が外された。2006年4月1日時点で自己株式を所有していた会社は、自己株式の税務上の簿価が資本金等と相殺され、ゼロとなる措置が講じられた。また、取得事由により次のとおり処理の変更がなされ、原則として資本金等を減額し、例外的に資本金等と利益積立金を合わせて減額することとされた。
(1)証券取引所での買付け
(2)店頭売買登録銘柄の店頭売買での買付け
(3)事業の全部譲受
(4)合併に対する反対株主買取請求権の行使に基づく買取り
(5)単元未満株式買取請求または端株買取請求に基づく買取り

| 借方     | 金額 | 貸方 | 金額 |
| -------- | ---- | ---- | ---- |
| 資本金等 | 100  | 現金 | 100  |

- (6)剰余金配当(利益配当・剰余金分配を含む)、解散による残余財産分配または合併に伴う合併法人からの交付

| 借方     | 金額 | 貸方       | 金額 |
| -------- | ---- | ---------- | ---- |
| 資本金等 | 100  | 受取配当金 | 100  |

- (7)合併・会社分割・現物出資による被合併法人・分割法人・現物出資法人からの移転
(8)組織再編に伴う抱合株式の発生

| 借方     | 金額 | 貸方       | 金額 |
| -------- | ---- | ---------- | ---- |
| 資本金等 | 150  | 資本金等   | 100  |
|          |      | 利益積立金 | 50   |

- (9)上記(1)～(8)以外の事由による取得

| 借方       | 金額 | 貸方 | 金額 |
| ---------- | ---- | ---- | ---- |
| 資本金等   | 100  | 現金 | 150  |
| 利益積立金 | 50   |      |      |

### ファイナンス
- 自己の株式の取得は会社がキャッシュ・アウトするものであるが、生じる効果は、会社の純資産(自己資本)の状況によって異なる。
  1. 総資産=純資産(負債0)のケース
単純にキャッシュ・アウトするだけなので、企業価値を毀損させる効果が生じる。例えば現金100が総資産かつ純資産の会社があり、自己の株式の取得を10だけ行うと、10だけ現金を失うこととなる。
  2. 負債と純資産が存在するケース
1. 同様にキャッシュ・アウトはするものの、その結果、資本コストを減少させレバレッジ効果が生じる。現金100が総資産の会社があり、この現金が負債50・純資産50で構成されている場合、自己の株式の取得を10だけ行うと総資産は90に減少するものの、純資産が40に減少することにより、D/Eレシオは1(50/50)から1.25(50/40)へと変化する。このことは、後述のとおり、ROE向上へと繋がる一方で、安全性を損なう効果もある。

これらを仕訳で表すと次のとおりとなる。

| 資産の部 | 金額 | 負債・純資産の部 | 金額 |
| -------- | ---- | ---------------- | ---- |
| 現金     | 100  | 純資産           | 100  |
| 資産合計 | 100  | 負債・純資産合計 | 100  |

| 資産の部 | 金額 | 負債・純資産の部 | 金額 |
| -------- | ---- | ---------------- | ---- |
| 現金     | 90   | 純資産           | 90   |
| 資産合計 | 90   | 負債・純資産合計 | 90   |

| 資産の部 | 金額 | 負債・純資産の部 | 金額 |
| -------- | ---- | ---------------- | ---- |
| 現金     | 100  | 負債             | 50   |
|          |      | 純資産           | 50   |
| 資産合計 | 100  | 負債・純資産合計 | 100  |

| 資産の部 | 金額 | 負債・純資産の部 | 金額 |
| -------- | ---- | ---------------- | ---- |
| 現金     | 90   | 負債             | 50   |
|          |      | 純資産           | 40   |
| 資産合計 | 90   | 負債・純資産合計 | 90   |

- 自己株式を取得したことで、ROEすなわち自己資本(純資産)に対する利益率を高めることができる。
例えば上記の負債と純資産が存在するケースの場合で、ある期に10の利益を創出したと仮定すると、自己株式取得前のROEは20%(10/50)であるが、自己株式取得後のROEは25%(10/40)に向上することとなる。

## 自己株式の処理
保有している自己株式の処理には、(1)自己株式の消却、(2)自己株式の処分(狭義)および(3)新株の代用の3つ方法がある((2)と(3)、または全てを自己株式の処分と取扱う場合もある)。会社法においては、消却を直接的に規定する条文が存在しているが、処分については旧商法と異なり間接的に規定する程度で、新株の代用に至っては規定している条文が存在しない。もっとも新株の代用が禁じられているわけではなく、「株式を交付する」という文言が使用されており、株式の交付には新株発行に限らず自己株式の代用が許容されているとされ従前のとおり運用されている。なお、4つ目の処理方法として、「自己株式の市場売却」(179条)が会社法立案当初に検討されていたが、国会審議を経る際に規定が削除されることとなり、会社法が施行されたときから条数のみが残存している。

### 自己株式の消却
株式会社は、取得した自己株式を、取締役会設置会社の場合には取締役会の決議(非設置会社の場合には取締役の決定)により、消却することができ(178条)、これを自己株式の消却(英: Cancellation of Treasury share、独: Einziehung von Aktien、独: Amortisation、仏: amortissement des actions)という。その際、決定すべき事項は次のとおり。
1. 消却する株式の種類(種類株式を発行している場合のみ)
2. 消却する株式数(自己株式の数を超えることは当然にできない)
3. 効力発生日(時期を定めなければ決定時)

商法においては、自己株式の消却には(1)取締役会決議による消却(旧商法212条)、(2)資本減少の規定に従う消却(同法213条)または(3)定款の規定に基づき株主に配当すべき利益をもってする消却(同法同条)の3種類があり、消却した際に減少する資本項目は、取締役会等の決議に従うこととされていた。また、自己株式を消却した場合には、同時に授権資本枠(発行可能株式総数)を減少させることが通常とされていたため、消却株式数分だけ自己株式と授権資本枠の両方を減ずる必要があった。本来、授権資本枠は株主総会の特別決議を経て定められる「枠」であるから、消却によってこれを減らさなければならないという実務慣行に異議を唱える説もあった。会社法施行に伴い、自己株式の消却により減ぜられるのは自己株式に限定されることが明確にされ、授権資本枠を減少させる必要がなくなった(定款に一律減少させる規定がある場合は別)。また、会社法上の公開会社は、定款変更によって授権資本枠を発行済株式総数の4倍を超えて増加させてはならないとされている(113条)が、消却によって結果的に授権資本枠が発行済株式の総数の4倍を超えた場合は、同規定に反しないとされている。
上場会社の場合は取得により減少した流通株式を、消却により再流通させないことが確定するため証券市場から歓迎され、株価に一定の効果をもたらすとされている。ただし、授権資本枠に変化はないことから、単に発行可能株式の数が増加する効果を生んでいるという説も一方ではある。

#### 会計処理
- 財務会計
自己株式の会計処理は、消却の手続きが法的に完了したときに行う。より具体的には、消却手続きが完了する効力発生日がこれに該当する。会社計算規則において、その他資本剰余金から優先的に減額することが規定された(同規則第47条)ことを受け、「自己株式及び準備金の額の減少等に関する会計基準」(企業会計基準第1号)においても同じ取扱いがされることとなった。その仕訳は下表のとおり。

| 借方             | 金額 | 貸方     | 金額 |
| ---------------- | ---- | -------- | ---- |
| その他資本剰余金 | 100  | 自己株式 | 100  |

- この仕訳によって、資本の控除項目である自己株式に正数が加算され消却相当額分のマイナスが消え、一方、同額のその他資本剰余金(繰越利益剰余金)が減少することとなる。その結果、本仕訳のみが貸借対照表上の総資産額に及ぼす影響は「0」となる。

| 借方             | 金額 | 貸方             | 金額  |
| ---------------- | ---- | ---------------- | ----- |
|                  |      | その他利益剰余金 | 100   |
|                  |      | 自己株式         | －100 |
|                  |      |                  |       |
| その他資本剰余金 | 100  | 自己株式         | 100   |

- なお、旧商法下における会計基準では、資本剰余金(その他資本剰余金)または利益剰余金(その他利益剰余金)のいずれから減額するかは、会社の意思決定(取締役会等の決議)に委ねることとされていた。

- 税務会計
会社法施行に伴い2006年4月1日から自己株式は有価証券として取扱われなくなった。このため、自己株式の消却は、税務会計において何も認識されない取引へと取扱いが変わった(仕訳なし)。また、附随費用が損金参入できるようになった。

- ファイナンス
自己株式の消却によって、キャッシュ・フローが生じるわけではないため、ファイナンス上の効果は生じない。

### 自己株式の処分
会社法施行に伴い、自己株式の処分(英: Disposal of Treasury share)は、募集株式(199条)の規定において、株式を引受ける株主を募集する行為の中で、引受ける対象として新株の発行と自己株式の処分が同等のものとして整理されている。これは、自己株式の処分が新株発行と同様の効果を有していることに着目し、既発行なのか未発行なのかが実質的に問題とならない点に着目しているからである。従って、自己株式の処分については、会社は新株発行と同様の手続きをとらなければならない。

#### 会計処理
- 財務会計
自己株式は、取得した価額(取得原価)が帳簿価額(いわゆる簿価)として貸借対照表に計上され、投資有価証券と異なり時価評価されない(取得原価主義)。特に上場株式の場合、簿価と自己株式を処分する際の価額(処分価額)との間に差額が生じることがあり、その際には自己株式処分差損益を計上することとなる。プラスが生じたときは、その他資本剰余金に自己株式処分差益を計上し、マイナスが生じたときは、その他資本剰余金から自己株式処分差損の分を減額する。その他資本剰余金を超えた差損が生じた場合は、その分をその他利益剰余金(繰越利益剰余金)から減額する。

その仕訳は下表のとおり。
| 借方 | 金額 | 貸方             | 金額 |
| ---- | ---- | ---------------- | ---- |
| 現金 | 100  | 自己株式         | 90   |
|      |      | その他資本剰余金 | 10   |

| 借方             | 金額 | 貸方     | 金額 |
| ---------------- | ---- | -------- | ---- |
| 現金             | 80   | 自己株式 | 90   |
| その他資本剰余金 | 10   |          |      |

- 税務会計
会社法施行に伴い2006年4月1日から自己株式を取得したときの税務上の簿価がゼロとされたため、自己株式の処分は資本取引とされ、通常の増資と同じく課税所得が発生しない取引へと取扱いが変わった。

| 借方 | 金額 | 貸方     | 金額 |
| ---- | ---- | -------- | ---- |
| 現金 | 100  | 資本金等 | 100  |

- ファイナンス
自己株式の処分はキャッシュ・イン・フローを生じさせるため、企業価値を向上させるといえる。ただし、自己の株式の取得とは逆、すなわち資本コストを増加させレバレッジに変化が生じる。すなわち自己資本(純資産)に対する利益率は低下するが、安全性を高めることができる。

### 新株の代用
吸収合併等の組織再編等、また新株予約権・転換社債型新株予約権付社債の対価として受渡す新株に代えて交付することができる。これを「代用自己株式」(英: Substitute for share issue)という。

また、会社は定款に定めれば、株主からの単元未満株式の売渡請求(194条、買増請求(かいましせいきゅう))に対し、保有する自己株式を売り渡すことができる。この場合、市場売却ではなく株主との相対取引で行うため、上場会社の場合、請求の到達した日の終値を用いて自己株式を売却するのが一般的である。なお、当該売渡請求に対し、会社は自己株式を交付することと明文化されており、上記の例と異なり、新株を発行する義務がそもそもない。